# Taine Wilson
Taine Wilson, né le 8 novembre 2004 à Auckland en Nouvelle-Zélande, est un footballeur international samoan. Il joue au poste de défenseur central aux Nelson Suburbs.

## Biographie

### Jeunesse et formation
Il étudie à la Mount Albert Grammar dans sa ville natale. En 2023, Taine Wilson commence à fréquenter l'Université Quincy et à faire partie de l'équipe de football des Quincy Hawks.

### En club
Il est prêté aux Western Springs, en NZFC pour quelques mois en 2023.
En 2024, il s'engage avec les Nelson Suburbs, club évoluant également en NZFC.
Avec ce club, il fait ses débuts le 19 mai 2024 contre les Ferrymead Bays. Lors de cette rencontre, son équipe s'impose 4-2.

### En équipe nationale
Avec les moins de 19 ans, il participe au Championnat d'Océanie des moins de 19 ans 2022. Lors de ce championnat, il fait ses débuts contre la Nouvelle-Calédonie. Il remplace La'auli Blakelock à la 81e minute de jeu. Sa sélection perd 0-4. Le parcours des Samoa s’arrête en quarts de finale.
Lui ainsi que plusieurs autres jeunes joueurs font leurs débuts internationaux le 17 novembre 2023, lors d'une défaite 1-0 contre les Îles Salomon aux Jeux du Pacifique 2023,.
En juin 2024, il figure dans la liste des 23 joueurs samoans retenus par Ryan Stewart pour participer à la Coupe d'Océanie 2024,,.